# Lionstage
Lionstage – polska agencja artystyczna założona w 1996 roku we Wrocławiu przez Tomasza Lektarskiego. Główne obszary działalności Lionstage to organizacja koncertów oraz promocja artystów i wydarzeń. Specjalnością Lionstage jest muzyka alternatywna, rock, reggae, etno i new world.

## Historia
Agencja Lionstage powstała z inicjatywy Tomka Lektarskiego w roku 1996 organizując niezależne koncerty we wrocławskich klubach Amsterdam, Podium czy Pałacyk. Kluczowym momentem w historii Lionstage było stworzenie we współpracy z Pawłem Piotrowiczem Sceny Sajkofag w 2003 roku. Dzięki projektowi opartemu na muzyce alternatywnej i wskrzeszającemu wrocławską scenę muzyczną z lat 80. agencja sprofesjonalizowała się a rok później powołała do życia reggae'owy festiwal One Love Sound Fest. W ciągu kilku lat impreza weszła do grona liczących się festiwali reggae w Europie. W roku 2007 powstał oddział agencji w Szkocji. W swojej historii agencja Lionstage zorganizowała kilkaset imprez muzycznych, zarówno klubowych jak i plenerowych, oraz kilkadziesiąt tras koncertowych. Agencja zajmowała się również managementem dla wielu polskich artystów i zespołów (m.in. Jamal, Illusion, Dagadana, Maria Sadowska, Big Day, No Logo).
Lionstage jest agencją o międzynarodowym zasięgu. Zakres świadczonych przez nią usług obejmuje booking artystów, organizację zaplecza technicznego i logistycznego, opiekę nad muzykami. Agencja sprawuje opiekę impresaryjną nad grupą polskich i zagranicznych artystów, w których imieniu nadzoruje formalności związane z działalnością artystyczną, organizuje trasy koncertowe, a także prowadzi promocję medialną. Działalność promocyjna wydarzeń obejmuje współpracę z mediami tradycyjnymi i elektronicznymi oraz przygotowanie materiałów prasowych.

## Festiwale (organizacja i współorganizacja)
- Piknik Reggae Chocianów (2003-2009)
- One Love Sound Fest (2004-2007)
- WrocLove Summer Stage (2007-2008)
- WrocLove Fest (2009-2021)
- Independent Dub Day (2009), (2017)
- Wrocławski Sound (2009-2013)
- Pol’and’Rock Festival (booking artystów reggae) (2011-2021)
- Ethno Jazz Festival (2007-2009), (2011-2024)
- Wrocławski Finał WOŚP (2015-2025)